# Chanson en langue d'oïl

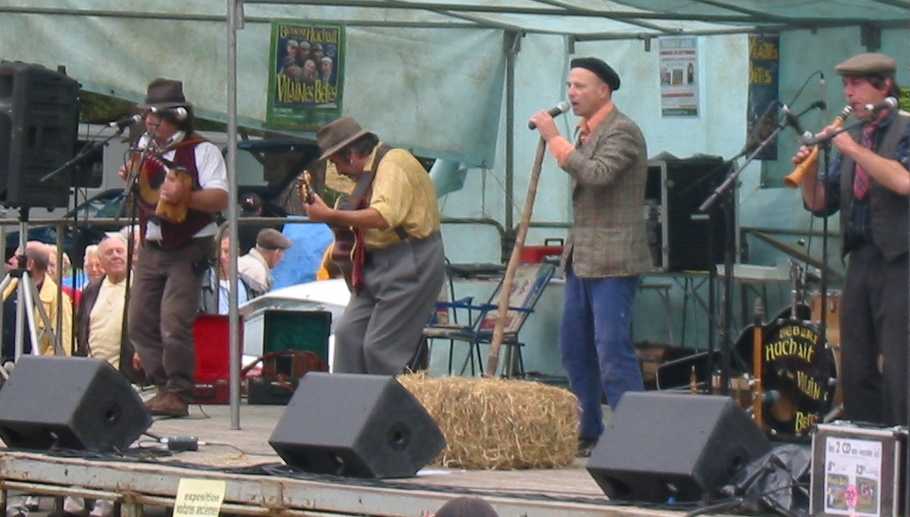
Bébert Huchait et les Vilaïnes Bêtes, groupe qui se présente en langue gallèse

Les chansons en langue d'oïl sont une expression musicale chantée en langue d'oïl.  
Moins célèbres peut-être que les interprètes en langue française, certains artistes continuent de s'exprimer dans leur langue régionale d'oïl. Il s'agit pour eux de participer à la sauvegarde de leur langue du pays et, corrélativement, de la culture qui lui est associée. Ainsi, de nombreux disques sont encore aujourd'hui enregistrés en langue régionale d'oïl. Des récitals originaux sont également proposés dans les régions concernées auprès de publics attachés à leurs racines.

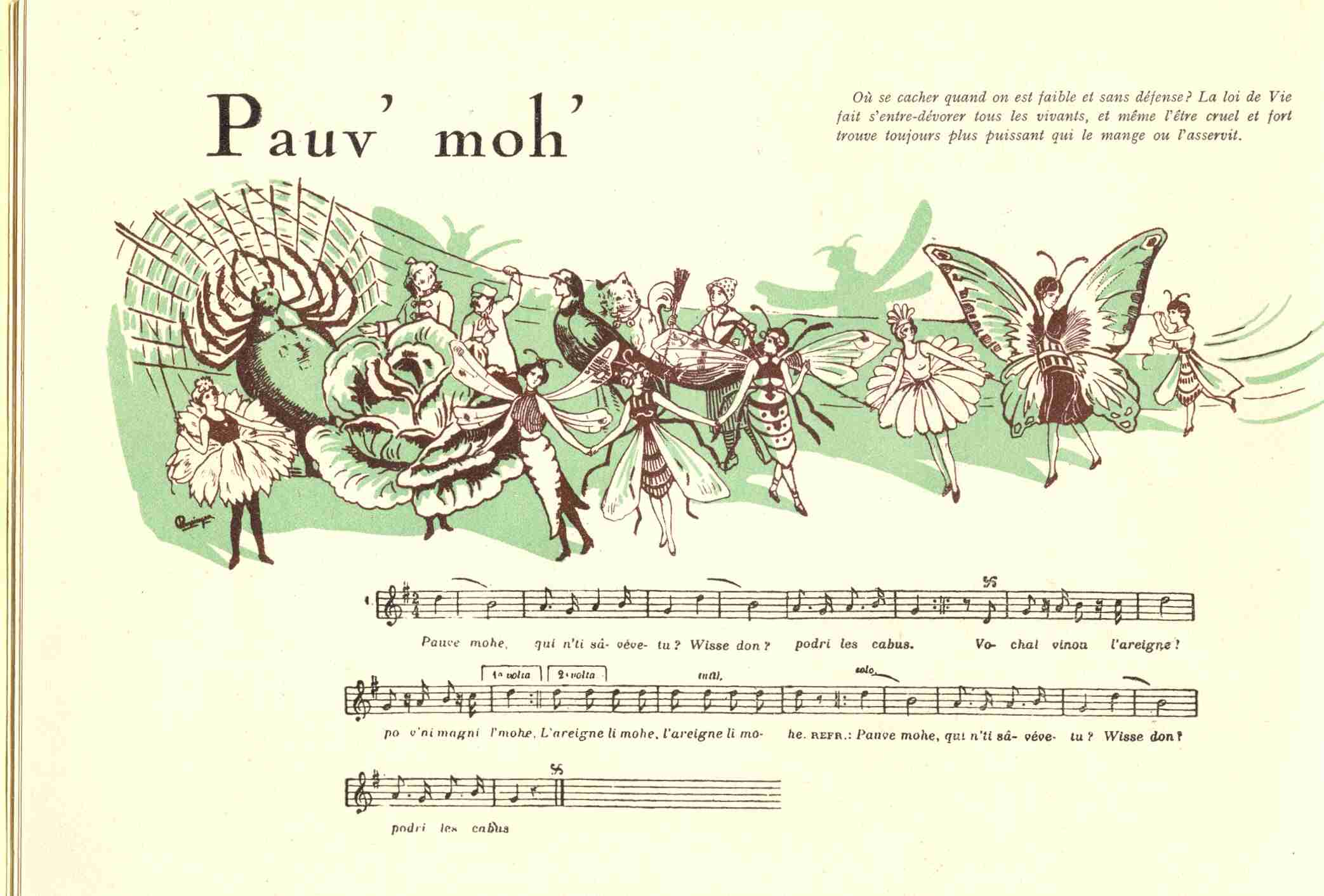
Cråmignon, chanson traditionnelle wallonne

La Wallonie dialectale se situe au premier plan dans ce domaine. L'identité linguistique wallonne est revendiquée par de nombreux artistes professionnels et semi-professionnels qui peuvent s'appuyer sur un public favorable au développement de la langue. En effet, quelques centaines de milliers de Wallons pratiquent leur langue locale. Si le théâtre en wallon connaît un succès permanent, la chanson n'est donc pas en reste avec quelques grands noms : Julos Beaucarne, William Dunker, Compost Binde par exemple. Par ailleurs, contrairement aux autres terroirs d'oïl, on y organise des festivals et des remises de prix qui valorisent ses artistes. Bien sûr, chacun souhaiterait que la Région et les médias s'investissent beaucoup plus dans cette voie et assurent la promotion des artistes au-delà des frontières.
En Normandie, la situation est moins favorable. Le nombre de locuteurs ne dépasse plus guère les 25000 pratiquants réguliers dans l'ensemble des 5 départements et des 2 bailliages. Le normand s'exprime encore dans le Cotentin avec une certaine détermination. Une centaine de participants très actifs au sein de quelques associations font vivre la langue, organisant veillées et rencontres. L'association Magène est la seule dans toute la Normandie à produire des disques de chansons en normand. L’œuvre de chansons de son président, Marcel Dalarun, a été éditée sous le titre de A men leisi (aux Éditions L'Harmattan) et est aujourd'hui distribuée dans tous les pays francophones. Ses textes ont été mis en musique par Daniel Bourdelès et Véronique Pézeril. De nombreux autres auteurs ont également été mis en chansons sur les 12 CD de Magène. L'association Magène bénéficie du soutien de certaines radios, de la presse et de la télévision régionales.
En Picardie, le groupe Achteure contribue à la valorisation du picard en proposant un répertoire à la fois traditionnel et contemporain. 
En Champagne-Ardenne, Bernard Poplineau demeure un ardent défenseur de sa langue et propose des animations en champenois dans les écoles et au château de Sedan. Il est également l'auteur d'une méthode Assimil de champenois.
Dans le Morvan, Jean-Michel Bruhat anime des veillées davantage axées sur le patrimoine culturel de la région. Ses chansons en morvandiau sont le reflet d'une tradition qui se perd et que le Parc naturel régional du Morvan souhaite néanmoins promouvoir.
En Haute-Bretagne, Théodore Botrel et surtout Adolphe Orain ont contribué à la sauvegarde de la langue gallèse. Aujourd'hui, Bèrtran Ôbrée propose un répertoire plus contemporain que traditionnel.
Dans le Poitou, Geneviève Charlot écrit et chante en poitevin et propose, comme la plupart des artistes d'oïl, un récital bilingue.

## Artistes d'hier et d'aujourd'hui
- Bernard Poplineau en champenois
- Bèrtran Ôbrée et BBertHuchait[1] en gallo
- Jean-Michel Bruhat en morvandiau
- Alfred Rossel, Magène, Maurice Le Sieutre, Alfred Noël, Bon Prosper Lepesqueur en normand
- Edmond Tanière, Capenoules, Achteure, Alexandre Desrousseaux en picard
- Geneviève Charlot en poitevin
- Binuchards groupe rock charentais en saintongeais
- Goulebenéze en saintongeais
- Bruno Rousse dit Nono-Saute Palisse en saintongeais
- William Dunker, Compost Binde, Elmore D, Vincent Delire, Jacques Bertrand, Ferdinand Davaux en wallon
- Philippe Boulfroy chanteur du groupe Achteure en Picardie

## Chansons
- Le Chant des Wallons
- P'tit quinquin
- Sus la mé